# Schema valenziale
Uno schema valenziale (o struttura argomentale) è l’insieme delle valenze (o argomenti) fondate attorno a un predicato, che rappresentano chi o cosa partecipa all’evento narrato dal predicato stesso.
Le valenze sono elementi linguistici che devono necessariamente esistere affinché ciò che il verbo descrive abbia un senso. Quindi è il verbo stesso, sulla base della sua natura e di ciò che esprime, a stabilire il numero e il tipo degli argomenti chiamati in causa.

## Descrizione
Gli schemi valenziali rappresentano uno dei tre principi di funzionamento della sintassi, sulla base dei quali la combinazione dei costituenti della frase realizza la struttura sintattica di superficie. Lo schema valenziale ha il compito di attribuire le funzioni sintattiche (soggetto, predicato verbale e complementi) ai costituenti della frase. Ad ogni valenza corrisponde un sintagma: la struttura sintagmatica perciò esprime la struttura argomentale. (Berruto 2011, 146)
La struttura argomentale di un verbo è insita nella conoscenza del parlante nativo. ( Aspetti semantici e sintattici del verbö, p. 11)

## Funzionamento
Ogni frase della lingua fa riferimento ad un evento, azione, stato o situazione, mettendo in gioco un certo numero di partecipanti. Questo numero può variare a seconda della semantica del verbo. Tutti gli argomenti coinvolti dal predicato, infatti, dipendono dal suo significato: ogni verbo configura un certo quadro di elementi chiamati in causa, che sono appunto le valenze, e ne stabilisce il numero e la natura.
Un esempio. Nella frase Paolo ha rotto una tazza, le valenze sono Paolo e la tazza. Semplicemente, esse indicano i partecipanti all’azione o stato espresso dal verbo.
In sostanza, le valenze corrispondono al numero di espressioni indispensabili al verbo per costruire una frase corretta (elementi richiesti dall’azione descritta dal verbo). Più semplicemente: quante cose vengono implicate nella predicazione. Si può dire quindi che ogni predicato ha un proprio schema valenziale.
Linguisticamente, le valenze possono essere realizzate da sintagmi nominali, sintagmi preposizionali o da alcune particolari frasi subordinate (dette perciò argomentali).
(Fondamenti di linguistica semantica e struttura argomentale , 22,24; Berruto 2011, 146,147; Argomenti nell'enciclopedia Treccani )
Gli argomenti obbligatori (le valenze) vanno tenuti distinti non solo dai ruoli semantici del verbo, ma anche dagli elementi accessori di una predicazione, i cosiddetti circostanziali. Esempio: “Paolo ha rotto una tazza con un martello in cantina”.
Le valenze di un verbo ne completano il significato in un dato contesto e quindi esistono anche se non necessariamente espresse; in caso contrario, la frase non è grammaticale ma semanticamente incompleta.
Lo schema valenziale di un verbo deve essere inteso come la somma degli argomenti obbligatoriamente richiesti dal verbo dal punto di vista sintattico.
Il concetto di obbligatorietà riguarda la struttura logico-semantica del verbo, il particolare tipo di evento che esso descrive, tale per cui l’evento stesso non avrebbe luogo senza la presenza e la cooperazione di tutti gli elementi necessariamente chiamati in causa. Quando tutti gli argomenti sono esplicitati, ovvero quando lo schema valenziale è saturo, l’evento è adeguatamente rappresentato. Si dice infatti che le posizioni dello schema valenziale di un verbo sono sature quando tutte le valenze di quel verbo vengono effettivamente espresse nella frase.
Tuttavia nell’uso pratico della lingua è possibile che uno o più degli argomenti siano assenti nella resa della frase. In questi casi deve sempre essere possibile il recupero della valenza non esplicitata o degli elementi mancanti. Per esempio, nella frase di senso compiuto Camminavo per la strada il soggetto è sottinteso (ma esiste comunque in quanto valenza prima del verbo), quindi le posizioni dello schema valenziale del verbo in questione (camminare) in questo caso non sono sature. Un ulteriore esempio: nonostante il verbo giungere sia bivalente, in alcuni casi la seconda valenza può rimanere inespressa; «…'l sonno giunse e furo tutti adormentati» (Novellino, 99, rr. 60-61).
(La struttura argomentale dei verbi  Archiviato il 21 settembre 2016 in Internet Archive., 1,18; Argomenti nell'enciclopedia Treccani )

## Il modello di Tesnière
Secondo il modello frasale teorico del francese Lucien Tesnière (1959; trad. it. 2001), il verbo e le sue valenze sono gli elementi nucleari di una frase, ovvero ciò che è essenziale per l’esistenza della frase stessa. Ciò è valido anche quando le valenze non vengono tutte realizzate materialmente nella struttura sintagmatica della frase, ovvero quando non tutte le posizioni dello schema valenziale sono sature.
Nella terminologia originaria gli argomenti sono detti actant (attanti) e fanno riferimento ad un acteur (entità partecipante all’evento descritto dal verbo). Sono gli actants a comporre lo schema valenziale del verbo (Matthews, 133, 136).
Come scrive lo stesso Tesnière:
(Ivi, p. 73.)
Il termine alternativo valenza è stato anch’esso coniato da Tesnière:
(Ivi, p. 157.)
Tesnière quindi concepisce la valenza come il numero di elementi linguistici la cui presenza nella frase è necessaria affinché la frase stessa sia ben formata, ovvero sia grammaticale.
Inoltre, sempre secondo Tesnière, il verbo è sempre l’elemento centrale di una frase perché ne determina la struttura. Esso e il suo schema valenziale costituiscono quella che Tesnière definisce "frase nucleare" (o "frase minima"): essa è la predicazione più semplice ed elementare, costituita solo dal verbo e dagli argomenti necessariamente richiesti da esso perché l’evento venga correttamente rappresentato nella frase. (Argomenti nell'enciclopedia Treccani )
La frase nucleare può eventualmente essere ampliata da alcuni elementi accessori, che Tesnière chiama circonstant (“circostanziali” o “aggiunti”). Anche questi elementi periferici dipendono strettamente dal verbo (Matthews, 134, 135).

## Classi di verbi
L’italiano moderno, così come quello antico, presenta strutture argomentali a da zero a quattro argomenti, considerando nel numero anche il soggetto.
In base al numero di argomenti che un predicato prevede, quindi, si possono suddividere i verbi in cinque classi:
- Zerovalenti (o avalenti, o zeroargomentali): azioni che non richiedono nessuna valenza. Sono quei verbi che esprimono eventi che, dal punto di vista semantico, non implicano la presenza di argomenti. Per esempio piovere o nevicare; sono quindi verbi impersonali che esprimono semplicemente qualcosa che avviene (spesso indicano eventi naturali o atmosferici). La valenza normale di un verbo impersonale, infatti, non comprende nessun elemento, neanche il soggetto (cosiddetti “verbi a valenza zero”).

In realtà, i verbi che non hanno l’argomento soggetto esprimono lo stesso il soggetto. In italiano ciò è visibile attraverso la flessione verbale. In una frase come Piove (verbo impersonale) sappiamo che, in teoria, non esiste alcun soggetto; nonostante ciò la flessione permette di risalire ad un soggetto di terza persona singolare. La flessione verbale (vedi il morfema flessivo e in “piov-e”) infatti esprime comunque un soggetto, anche se si tratta di un soggetto vuoto, semplicemente formale, a cui non corrisponde nessun argomento.
In altre lingue questo processo è ancora più evidente perché il soggetto vuoto può essere rappresentato, oltre che dalla flessione verbale, anche da un pronome (detto espletivo). Per esempio in inglese (It rains) o in francese (Il pleut) ma anche italiano antico (E' [“egli”] piove, Giordano da Pisa, Quaresimale fiorentino, 33, r. 116). Da notare che, in inglese, It occupa quella che sarebbe la posizione del soggetto, ed il verbo rains concorda con esso. Nei casi di verbi a valenza zero, quindi, il ruolo di It è quello di sostituirsi ad un soggetto che altrimenti mancherebbe (Matthews, 117, 119).
Bisogna comunque ricordare che è assolutamente errato considerare soggetti particelle come it (inglese), il (francese) e simili, nonostante svolgano, nella lingua, una funzione analoga.

Come specifica infatti P.H. Matthews: 
«Tutte le lingue hanno degli elementi […] simili al soggetto. Ma un elemento simile al soggetto non è per questo un soggetto.» (Matthews, 128)
- Monovalenti (detti anche monoargomentali o “a un posto”): verbi che richiedono un solo argomento, ovvero il soggetto. Esso è la prima valenza di ogni azione (nonché l’unica nel caso diverbi monovalenti) perché è l’argomento verbale più saliente. Si tratta di verbi come camminare, ridere, piangere, eccetera (io cammino, tu ridi, …).
- Bivalenti (o biargomentali): verbi che richiedono due valenze, cioè che esprimono eventi che, semanticamente, implicano la presenza di due partecipanti. Esempi: amare, andare, incontrare, lodare, interrogare, eccetera (io amo te, io vado lì, tu incontri Luigi). Da notare che per i verbi transitivi la seconda valenza è sempre il complemento oggetto. In generale, per tutti i verbi bivalenti la seconda valenza è un complemento qualsiasi.[5]
- Trivalenti (o triargomentali): richiedono tre argomenti. Sono verbi come dare, regalare, spedire, dire, eccetera (io regalo l’auto a Luigi, tu spedisci un pacco a Maria).
- Tetravalenti (o tetrargomentali): prevedono quattro valenze.
In realtà l’esistenza di strutture tetrargomentali è discutibile. Non tutti gli studiosi infatti sono d'accordo nell’includere questo gruppo nella classificazione.
Lo stesso Tesnière, pur parlando di verbi tetravalenti, attribuisce questa possibilità solo ad alcune costruzioni causative con verbi trivalenti. Rientrano in questo gruppo verbi come spostare, tradurre, travasare, trasferire, trasportare, traslitterare (“Io traduco la versione dal latino all’italiano”), che esibiscono tutti i prefissi tra- / tras-, di derivazione dal latino trans-, che dà valore di «al di là, oltre, da un luogo a un altro» (Iacobini 2004, 135).[6]
Come convenzione linguistica si adotta comunque il quattro come numero di valenze massimo che un verbo può avere. (Berruto 2011, 149)

(La struttura argomentale dei verbi  Archiviato il 21 settembre 2016 in Internet Archive., 3,6; Matthews, 117-119)
Molti verbi in realtà non sono riconducibili ad una sola classe dal momento che ammettono più schemi valenziali. Questo perché la polisemia è una condizione abbastanza normale del lessico. La tipologia e il numero di argomenti di uno stesso verbo, infatti, possono variare, specialmente se il verbo stesso ha diverse accezioni.
Il verbo attaccare, per esempio, è bivalente se inteso nel senso di assalire (Il villaggio è stato attaccato dai barbari) ma trivalente nel senso di appendere, unire (Lucia ha attaccato un poster al muro).
Uno stesso verbo, quindi, può avere una diversa struttura argomentale se cambia di significato. Nella frase Maria porta il pranzo a Luca, portare significa consegnare e ha tre argomenti: chi porta (Maria), la cosa portata (il pranzo) e a chi viene portata (a Luca). Nella frase La strada porta in campagna lo stesso verbo significa condurre in un luogo e ha due argomenti: che cosa porta (la strada) e dove porta (in campagna).
Gli argomenti possono svolgere vari ruoli semantici nell’evento descritto dal verbo: questi rappresentano la relazione (semantica) che sussiste tra il verbo stesso e le sue valenze.
(La struttura argomentale dei verbi  Archiviato il 21 settembre 2016 in Internet Archive., 2, 5; Argomenti nell'enciclopedia Treccani ; Fondamenti di linguistica semantica e struttura argomentale , 26)

## Riferimenti
Per l’italiano esiste un dizionario che riporta la struttura argomentale dei verbi: Il Sabatini Coletti. Dizionario della lingua italiana. È curato da Francesco Sabatini e Vittorio Coletti e ne esistono due versioni: una maggiore e una minore. La minore è consultabile anche sul sito del Corriere della sera.